# Tyler Wat
Tyler Wat (pravo ime Walter Tyler), vodja kmečkega upora v Angliji, * 1341, † 1381.
Znan je kot prvi upornik v angleški zgodovini. Leta 1381 je zaradi davkov izbruhnil upor in izbrali so ga za vodjo. Kralj Richard II. je obljubil olajšave, a kmetje niso nehali. Zahtevali so še nižje davke, ukinitev tlačanstva in zemljo. Ko sta se vojski v pogajanjih spopadli, je bil ranjen, pozneje pa še obglavljen. Po smrti, je kralj upor krvavo zadušil.